# 6e cérémonie des American Film Institute Awards
La 6e cérémonie des American Film Institute Awards, décernés par l'American Film Institute, a eu lieu le 13 décembre 2005, et a récompensé les films et séries télévisées diffusées dans l'année.

## Palmarès

### Cinéma
- 40 ans, toujours puceau (The 40-Year-Old Virgin)
- A History of Violence
- Les Berkman se séparent (The Squid and the Whale)
- Collision (Crash)
- Good Night and Good Luck
- King Kong
- Munich
- Le Secret de Brokeback Mountain (Brokeback Mountain)
- Syriana
- Truman Capote (Capote)

### Télévision
- 24 heures chrono (24)
- Battlestar Galactica
- Deadwood
- Grey's Anatomy
- Dr House (House)
- Lost : Les Disparus (Lost)
- Rescue Me
- Sleeper Cell
- Quelques jours en avril (Sometimes in April)
- Veronica Mars